# Argemone brevicornuta
Argemone brevicornuta är en vallmoväxtart som beskrevs av G. B. Ownbey. Argemone brevicornuta ingår i släktet taggvallmor, och familjen vallmoväxter. Inga underarter finns listade i Catalogue of Life.